# Koben
Et koben, eller et brækjern, ikke at forveksle med en brækstang, er en kraftig jernstang, der kan være flad, rund eller kantet, og som i (den ene eller begge) enderne er forsynet med en æg og evt. kløft.
Tilsyneladende er der nogen tvivl med hensyn til om brækjern er synonymt med koben. De fleste håndværkere vil nok kalde de større stykker værktøj, om ikke dem alle, for koben.
Carl F. Petersen omtaler i et katalog et brækjern som udført af "forniklet hærdet fladstål"; længden er 19 cm. Den ene ende ombøjet i omtrent ret vinkel, den anden svagt buet; begge ender forsynet med kløft. Under opslaget kassekoben er beskrevet et lignende stykke værktøj, længde 335 mm. Sadelmagerkobenet er derimod på det nærmeste at sammenligne med en bøjet skruetrækker forsynet med kløft for enden. Længden er ligeledes her 19 cm.
Brækjernet/kobenet kaldes endvidere brydestang, brækkestang, brækstang, eller (for små kobens vedkommende) kalveben. 